# Krig som metafor

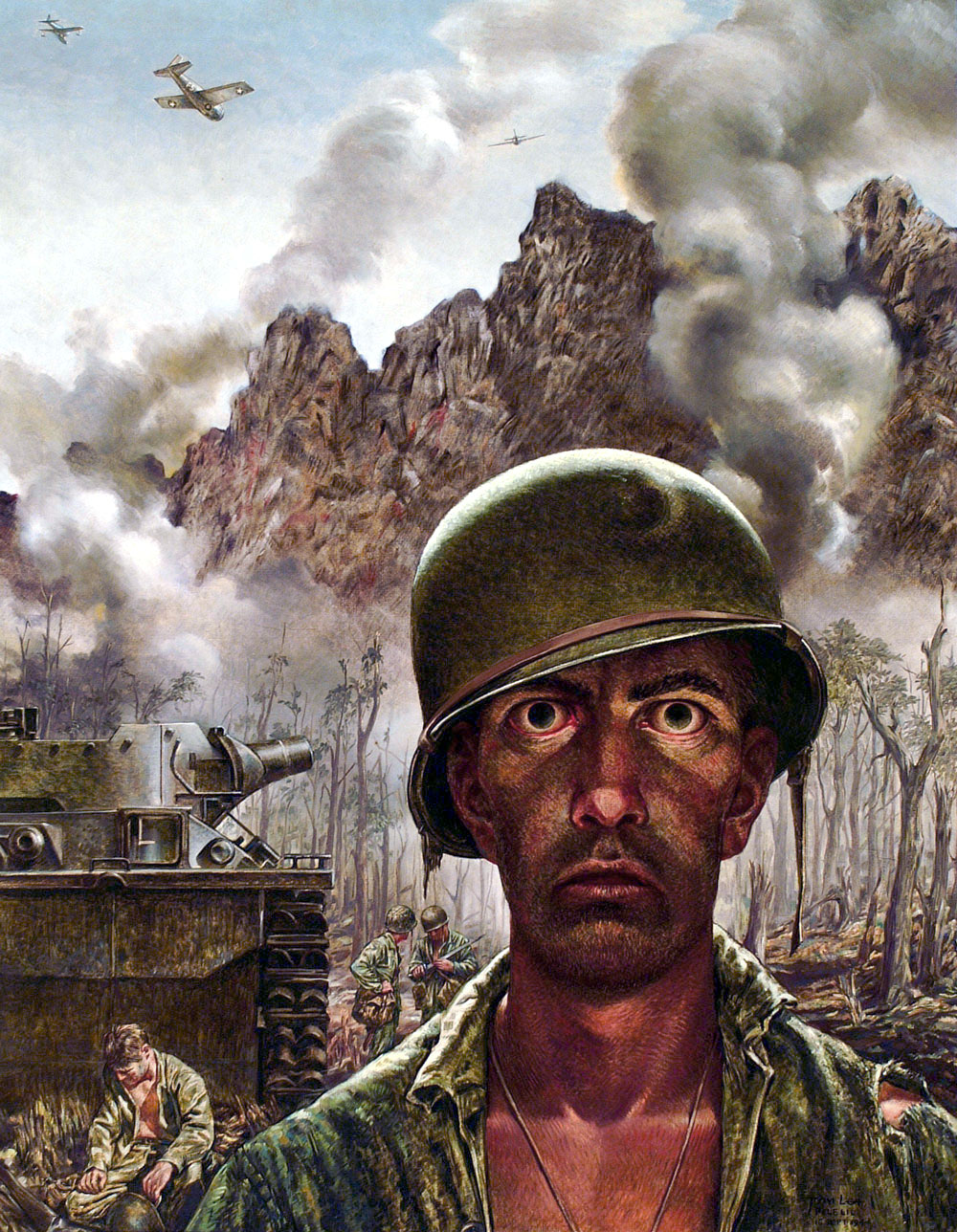
"När vi debatterar socialpolitik med krigets språk glömmer vi ofta krigets moraliska verklighet." − James Childress. En illustration av Thomas C. Lea III.

Användningen av krig som metafor är sedan länge en vanlig litterär och retorisk trop. Politiskt används krigsmetaforer för att hantera ett uppfattat samhällsproblem. I krigsmetaforen är det ett koncept som utpekas som fienden, istället för en stat som är fiende i ett riktigt krig.
Filosofen James Childress beskriver användandet av krig som metafor som ett dilemma: "När vi debatterar socialpolitik med krigets språk glömmer vi ofta krigets moraliska verklighet." Ett grundläggande problem är att det ofta är oklart när "kriget" är över.
Kulturrevolutionen i Kina kan användas som varnande exempel för andra länder och deras krig mot "-ismer".

## Exempel
- "War on Crime" ("Kriget mot brottsligheten") på 1930-talet deklarerat av J. Edgar Hoover
- Kulturrevolutionen i Kina (1966−1976) lanserades som ett "Krig mot revisionismen"[2]
- "Culture war" ("kulturkrig"), kan syfta på olika konflikter och demografiska trender i USA:s historia
- Jimmy Carters tillämpning av ordet "krig" som metafor för oljekrisen 1973 beskrevs i Metaphors We Live By av George Lakoff och Mark Johnson
- "War on Poverty" ("Kriget mot fattigdomen")
- "War on Cancer" ("Kriget mot cancer")
- "War on Drugs" ("Kriget mot droger")
- "War on Gangs" ("Kriget mot gäng")
- "War on Women" ("Kriget mot kvinnor")
- "War on Christmas" ("Kriget mot julen")
- "War on Terrorism" eller "War on Terror" ("Kriget mot terrorismen"), myntat av George W. Bush efter 11 september-attackerna år 2001.
- "War on Graffiti" ("Kriget mot graffiti"), Torontos borgmästare Rob Ford
- "War on Cars" ("Kriget mot bilar"), Torontos borgmästare Rob Ford
- "War on Want", en London-baserad välgörenhetsorganisation som arbetar mot fattigdom
- War on Whistleblowers ("Kriget mot visselblåsare"), en dokumentär från 2013 av Robert Greenwald
- "Makrillkriget" mellan EU och Island på 2000-talet om hur makrillkvoter skulle fördelas[3]
- Ett "inrikespolitiskt fortsättningskrig", Sveriges Radios inrikespolitiske kommentator Fredrik Furtenbach i december 2022, rörande ansvarsfrågan för nedläggningen av Ringhals kärnkraftverk[4]
- "Nu är det krig", Vänsterpartiets partiledare Nooshi Dadgostar efter att tredje vice talmansposten gått till Centerpartiet i stället för Vänsterpartiet, september 2022.[5]